# Hussein Ibrahim Adan
Hussein Ibrahim Adan (1º marzo 1995) è un ex calciatore somalo, di ruolo difensore.

## Carriera

### Club
Gioca la stagione 2013-2014 con il Sahafi.

### Nazionale
Debutta in Nazionale il 30 novembre 2010 in Tanzania-Somalia, valida per la CECAFA Cup 2010.